# Moderate Venstre (Norge)
För det danska partiet, se Moderate Venstre
Moderate Venstre är ett tidigare norskt politiskt parti. Partiet grundades 1888 av den lågkyrkliga delen av Venstre och blev därmed det tredje norska Stortingspartiet. Speciellt viktiga frågor var nykterhet, religion och moral, och partiet kan därför sägas vara en föregångare till Kristelig Folkeparti. Då partiets starke man Lars Oftedal 1891 gick in för samarbete med Høyre gick delar av partiet tillbaka till Venstre och partiet blev i högre grad ett godsägarparti. I motsättning till Høyre stöttade emellertid Moderate Venstre ökat norskt självstyre och självständighet. Då Høyre bytte ståndpunkt i unionssaken och Samlingspartiet grundades blev Moderate Venstre en del av detta. 1906 gick Moderate Venstre upp i Høyre.